# Ейтрі (Marvel Comics)
Ейтрі (англ. Eitri) — вигаданий персонаж з коміксів американського видавництва Marvel Comics, заснований на однойменному персонажі з скандинавської міфології. Ейтрі — гном, що живе у Свартальфгеймі та є королем гномів. Він майстерний коваль та відомий тим, що створив Мйольнір для супергероя Тора. Ейтрі також іноді допомагав команді Нові мутанти.
Пітер Дінклейдж зіграв персонажа Ейтрі у фільмі «Месники: Війна нескінченності» (2018), що входить до кіновсесвіту Marvel.

## Історія публікації
Персонаж, створений письменником Аланом Зеленцем і художником Бобом Голлом, вперше з'явився в «Thor Annual» #11 (листопад 1983 року). Він продовжував з’являтися протягом 80-х років на сторінках «New Mutants», починаючи зі спеціального видання «The New Mutants» від письменника Кріса Клермонта та художника Артура Адамса.
Після тривалої відсутності Ейтрі повернувся з додатковими деталями про персонажа в коміксі «Thor», том 2, #80 від Майкла Ейвона Омінґа, Деніеля Бермана та Андреа Ді Віто.

## Вигадана біографія

### Тор, Локі та Сіф
Ейтрі правив як король гномів Нідавелліру. У своїй першій появі він разом з братом Брокком отримав завдання створити спис для Одіна. Через чари юного Локі спис був проклятий і Тор попросив гномів створити нову зброю. Локі знову намагається перешкодити гномам у куванні, але їм вдається завершити створення Мйольніра, разом зі створенням Ґуллінбурсті (живого кабана) і Драупніра (золотої нарукавної пов'язки), які вони дарують Одіну. Через роки Локі знищує золоте волосся Леді Сіф, роблячи її лисою. Тор погрожує йому замінити її волосся і зустрічається з Ейтрі та Брокком, які — через те, що Локі не зміг заплатити їм — дають чорне волосся як заміну, на що Тор і Сіф, здається, не заперечують. Втрата світлого волосся Сіф також детально описана в чотирисерійному коміксі, присвяченому історії Локі.
Ці історії були дещо переінакшені, з поясненням, що створення Ейтрі Мйольніра стало причиною вимирання динозаврів. Ейтрі та його брати й сестри, Брокк і Бурі, взяли на себе обов'язок позбутися цвілі, яка його створила, щоб він не потрапив до рук Локі. За іншою версією, Мйольнір був створений разом з новим волоссям Сіф, яке Ейтрі зумів зробити золотим. Саме з вини Локі Мйольнір опинився у Тора, а волосся Сіф стало чорним. Пізніше історія про кування була повернута до свого первісного варіанту.

### Штормобій та Громошквал
Пізніше Одін відвідує Ейтрі, щоб допомогти викувати щось для нього. Натомість Ейтрі просить, щоб Одін послав жінку-воїна, щоб вона перемогла гнома-вигнанця, на ім'я Троґґ. Сіф перемагає його, Ейтрі радісно розповідає їй, що оскільки Троґґа перемогла жінка, він і гноми можуть тепер мирно розійтися і розпочати кувати молот Штормобою для Бета Рей Білла на прохання Одіна. Пізніше Ейтрі відвідують Одін і Бальдер, які бажають зупинити бій між Тором і Еріком Мастерсоном. Для цього Ейтрі створює Громошквал, булаву, яка, вочевидь, стає кодовим ім'ям Мастерсона.

### Нові мутанти
Ейтрі та його гноми стали другорядними персонажами «New Mutants». Завдяки магії Локі, Шторм та її команда були перенесені в Асґард. Кеннонболл зустрічає Ейтрі в печері й рятує сім'ю Ейтрі від Троффа Жахливого, але отримує важкі поранення. За це Ейтрі приводить його до себе додому і дозволяє йому вилікуватися, а дочка Ейтрі Кіндра зав'язує з Кеннонболлом кокетливі стосунки. Невдовзі Ейтрі допомагає Кеннонболлу в боротьбі з Магмою, в яку вселилися темні ельфи. Після допомоги їй прибуває Локі та загрожує Ейтрі та його королівству. У відповідь він використовує свою магію, щоб допомогти Кеннонболлу і Магмі знайти своїх друзів. Ейтрі дарує йому зачаровані обладунки та меч, а також спеціальний молот, який він має віддати Локі, щоб той викрив його.
Нові мутанти повернулися в Асґард завдяки магічному впливу на одного з них. Гноми спочатку прийняли їх за шпигунів. Однак Ейтрі звільнив команду і радісно зустрів Кеннонболл та його друзів. Незабаром на них напали валькірії, якими керувала Гела. Ейтрі веде своїх гномів у бій після того, як Бум-Бум ображає їх. Ейтрі потрапляє в полон до Гели, вона змушує його викувати меч з металу уру, погрожуючи життям дочки. Він заспокоює її, визнаючи план дій Нових мутантів, а також свій власний, в якому меч «посіяв насіння знищення Гели». Ейтрі звільняє себе, Кіндру та багатьох воїнів Асґарду з в'язниці, а потім виявляє, що він заклав у мечі дефект. Він змушує Кіндру тікати, а потім вдаряє мечем, дозволяючи Кеннонболлу побачити дефект і знищити його. Зусилля Ейтрі, разом з багатьма іншими асґардійцями та Новими мутантами, рятують Одіна від смерті.

### Раґнарок
У розпалі Раґнарока Ейтрі разом зі своїми родичами Брокком та Бурі вирушив до кузні, яка викувала сам Мйольнір, щоб позбутися його. Таку кузню, яка все ще кипіла енергією, Локі міг би використати для створення ще більшої кількості зброї. Спроба закінчилася катастрофою — загинули всі троє гномів. Пізніше царства були відновлені, Ейтрі знову очолив свій народ.

### Війна царств
Коли почалася Війна царств і всі світи опинились під загрозою Малекіта Проклятого, Ейтрі пішов працювати в кузні, необхідну, як і всім гномам.

## Сили та вміння
Ейтрі — досвідчений зброяр. Він має велику тривалість життя — понад 1000 років, і, ймовірно, володіє певною мірою надлюдською силою, витривалістю і стійкістю до звичайних хвороб. Майстер-коваль, який володіє надприродною майстерністю у виготовленні інструментів, особливо з металу уру. Ейтрі також вправний фехтувальник і в бою володів мечами та молотами.

## Поза коміксами

### Телебачення
- Ейтрі з'являється у мультсеріалі «Месники: Могутні герої Землі», озвучений Джоном ДіМаджіо[18][19][20].
- Ейтрі з'являється у мультсеріалі «Людина-павук. Щоденник супергероя», в епізоді «Польова подорож», де його озвучував Трой Бейкер[21].

### Кіно

#### Кіновсесвіт Marvel
- Ейтрі з'являється у кіновсесвіті Marvel у виконанні Пітера Дінклейджа[22]. Ця версія зображена у велетенських розмірах.
  - Вперше з'явившись в повнометражному фільмі «Месники: Війна нескінченності», Тор, Ракета і Ґрут приходять до Ейтрі за допомогою у створенні зброї, здатної вбити Таноса. Ейтрі розповідає, що був змушений створити Рукавицю Нескінченності для Таноса в обмін на пощаду гномів. Однак Танос зрадив його, залишив його єдиним, хто вижив і переплавив йому руки, щоб не зміг більше нічого викувати. Однак, Тор переконує Ейтрі допомогти йому викувати Каменеборець.
  - Альтернативна версія Ейтрі з'являється в епізодичній ролі в мультсеріалі від Disney+ «А що як...?» в епізоді «А що як... Вартовий порушив свою клятву?». Ця версія походить з часової лінії, де Ґамора вбила Таноса і зіткнулася з Тоні Старком, перш ніж пара прийшла до Ейтрі, щоб розплавити Рукавицю Нескінченності.
  - Дінклейдж повторив цю роль у повнометражному фільмі «Тор: Любов і грім», але його сцена була вирізана[23].